# Chesalles-sur-Moudon
Chesalles-sur-Moudon is een voormalige gemeente en plaats in het Zwitserse kanton Vaud en maakt sinds 1 januari 2008 deel uit van het district Broye-Vully. Voor 2008 maakte de gemeente deel uit van het toenmalige district Moudon.
Chesalles-sur-Moudon telt 159 inwoners.
Chesalles-sur-Moudon ging op 1 januari 2017 op in Lucens.